# Vic Nees
Vic Nees est un compositeur belge, né le 8 mars 1936 à Malines (Belgique) et décédé le 14 mars 2013. Il est le fils du carillonneur-compositeur Staf Nees.

## Biographie
Après avoir terminé ses études musicales à Anvers, notamment la composition avec Flor Peeters, il s'est perfectionné en direction de chœurs avec Kurt Thomas à Hambourg.
Il a exercé la fonction de responsable de la programmation de musique vocale à la radio flamande BRT (aujourd'hui VRT, radio belge d'expression néerlandaise) et a été chef des chœurs de cette même institution pendant 26 ans.
Il a acquis une réputation internationale par ses compositions, essentiellement de musique vocale qui ont été exécutées de nombreuses fois en Europe et aux États-Unis.
Il a libéré la littérature vocale flamande de la tradition romantique et l'a réorientée, par des techniques contemporaines et un idiome personnel, vers la conception de la renaissance et surtout du pré-baroque.
Outre ses activités de direction, il assure l'édition de musique vocale contemporaine et est l'auteur de nombreux articles musicologiques.
Il est membre de l'Académie royale des sciences, des lettres et des beaux-arts de Belgique de 1994 à sa mort.

## Distinction
- 1973: Prix Eugène Baie
- 1995: Prix Joost van den Vondel